# ガンダム［ケストレル］
ガンダム［ケストレル］ (GUNDAM KESTREL) は、「ガンダムシリーズ」に登場する架空の兵器。有人操縦式の人型ロボット兵器「モビルスーツ」 (MS)の一つ。初出は、2010年から『電撃ホビーマガジン』で連載されていた発表された小説・フォトストーリー『ADVANCE OF Ζ 刻に抗いし者』。
オークランド研究所が開発した試作機で、本来の名は「ガンダム［グリンブルスティ］」。人為的な肉体強化を施された「強化人間」用に開発された機体で、地球連邦軍特殊部隊「ティターンズ」に配備される予定だった。作中で反地球連邦組織「エゥーゴ」によって鹵獲された後、改修と現在の名称への変更を経て、その所属機として運用される。作品後半のストーリーである「宇宙編」より、主人公ヴァン・アシリアイノの搭乗機として登場する。型式番号はMSW-004。
本項では本機の装備バリエーションのほか、改修前のガンダム［グリンブルスティ］についても記載する。

## デザイン
メカニックデザインは間垣リョウタが担当し、幕張メッセで開催されたキャラクター・ホビーイベント「キャラホビ2011 C3×HOBBY」にてデザイン画が初公開された。作中のMSの多くが『機動戦士Ζガンダム』などに登場するMSをベースとしたバリエーション機であるなかで、ベースデザインを持たない初のオリジナル機体である。

## 設定解説
ティターンズ所属の女性強化兵士ロスヴァイセの専用機として、オークランド研究所が設計・開発した機体（この時の開発コードは「グリンブルスティ」）。しかし、宇宙での機動試験中に輸送船ごとエゥーゴに鹵獲（実態はオークランド研内の親エゥーゴ派による譲渡であり、それに伴って機体の開発データや計画そのものは研究所のデータベースから削除されている）され、アナハイム・エレクトロニクス管理のラビアンローズ級自走ドック艦「ロサ・ギガンティア」にて稼動試験が行なわれた。
本機は3基のジェネレーターとそれに直結した高出力の推進器を搭載した高機動型だが、本来は強化人間用であるため、その苛烈な機動Gは一般パイロットの耐G能力を軽く超えていた。試験では、鹵獲前も含めて3人のテストパイロットが交代で搭乗したが、エゥーゴ側のテストパイロットは誰一人としてこの機体を乗りこなせず、「欠陥機」「自殺装置」などと低評価を下される。その後、4人目のパイロットで先天的に高い耐G能力を持つヴァン・アシリアイノの操縦によって、本来の性能を発揮できるようになったため、実戦配備された。なお、2人目のパイロットであるエーヴィ・アルヴァの起こした事故によって頭部や肩・膝などが損傷したため、これらの部分は機体の出自を隠す目的も兼ねてワグテイルの外装を参考に鹵獲時と形状の異なる新規部品で修理され、姿勢制御系もワグテイルのデータを元にアップデートが行われている。
機体色も同様にティターンズカラーからワグテイルを参考に白と青を基調としたものに塗り替えられた（これはカラバからエゥーゴに転向したロープスのリクエストでもある）。また、改修後暫くはペットネームも決まっていなかったが、実戦配備後にソウイチ・オビノの考案により、「ケストレル」の名称が与えられた。

### 機体構造
メインカメラ
メインカメラは頭部ではなく、胸部スリットに備わったモノアイ型カメラである。頭部にあるのはダミーまたはサブカメラで、破壊されても戦闘への影響は小さかった。
推進システム
胴体と両脚に計3基のジェネレーターを備え、これと直結されたスラスターの大推力によって、非変形機ながら圧倒的な機動性と運動性を得ている。
そのうち、バックパックに備えられた物は内惑星間航行を目的に開発されたレーザーロケット（システムとしてはアルビオンに採用されていたものと同じ）をオークランド研究所が入手してMSを搭載できるように小型化した内蔵式レーザーロケットであり、搭乗者のバイタルの問題を解決できればアステロイドベルトまでの飛行を実現可能なスペックを持っている。
しかし、大本が惑星間航行用の繊細な代物であったことから、実戦に耐えられるだけの信頼性が伴っていない。そのため、出撃の都度メインスラスターを換装する機構が採用され、さらに脱出装置と兼用させた結果、グリプス戦役期の機体としては珍しくコア・ブロック・システムを採用することになった。予備バックパックは母艦に四機ストックされているが、それでも整備性の観点からメカニックの負担は大きい。
レーザーロケットの推進剤は誘爆の危険性のない水を使用しており、レーザーで直接推進剤を加熱する性質上、酸化剤を必要としない。
コア・ブロック・システム
胸部には、バックパックの換装システムと兼用したコア・ファイターを搭載する。コア・ファイターはケストレル（チョウゲンボウ）のペットネームにあわせてコア・スクァード（雛鳥）と呼ばれている。
コア・ファイターは機首を含む胴体と左右エンジンブロックが分かれた三胴体構造で、機体との合体時には機首とエンジンブロックが90度の角度で折れ曲がり、機首が背中に挿入・接続されるホリゾンタル・イン・ザ・ボディ方式を採用。レーザーロケットが搭載されているエンジンブロックはバックパックとなり、メインスラスターとして使用される。従来のコア・ブロック採用機と異なり、機体は上下半身（AパーツとBパーツ）に分離しないのが特徴である。
コクピットについては、ホリゾンタル・イン・ザ・ボディ方式では珍しい全天周モニター・リニアシートを採用している。
シャーマン・フレーム
非ニュータイプパイロットの微弱な感応波にも対応できるよう開発された準サイコミュシステム。本来は感応波レベルが期待値に達していないロスヴァイセのために開発されたシステムであり、機体には彼女のデータも登録されている。シャーマン・フレームを構成する技術は、電子義肢や強化外骨格など旧世紀時代の物に由来している。
感応波は主に危機感知と機体操作時におけるパイロット側の意思表示に用いられ、それを感知したコンピュータのサポートが加わり、教育型コンピュータの行動予測データとともに戦闘時の機体動作をサポートする。
感応波を読み取り実際の動作に反映するまでの時間はパイロットがコクピットで機体を動かすよりも速く、システムが初めて起動した際にヴァンは「機体が勝手に動く」と困惑しているが、同時に通常操作では撃墜されていたであろう状況を覆している。

### 武装
頭部バルカン
頭部に2門搭載。
ビーム・サーベル
バックパックに装備されたビーム・サーベル。
サーベルラックはグリンブルスティからケストレルへ改修される際、ウィングバインダーから換装された物で、ガンダム試作1号機のようにコア・ファイターに付随するパーツではない。
ビーム・ライフル
ストック部に独自規格のEパックを装着する長銃身・高出力型ビーム・ライフル。グリプス戦役当時の一般的なMS用携行火器の範疇を超えた破壊力を有する。
腰の左右には予備のEパックが最大4基装着可能。非使用時はバックパックに懸架される。また、コア・ファイター状態であっても機体下部にマウントして使用することもできる。
ビーム・マドゥ
腕部ビーム・ユニットにジョイントアームを介して接続されるケストレル専用の小型シールド。機体の前腕部分を覆うほどの大きさしかないが、表面に可動式のビーム・サーベルが3基内蔵されており、それを3基同時に展開することが可能。
このビーム・サーベルは主に敵のサーベルを受け止める目的で使用されるが、前方に向けて攻撃に転用できる。また、シャーマン・フレームとの連動により、瞬時にビーム刃を展開して敵のビームを相殺することもできる。
ビーム・ブレイド
グリンブルスティからケストレルに改修される際、肩、肘、膝、つま先に追加された計8基のビーム・ユニットから展開される強力なビーム刃。肩部のものはアームによって機体本体と接続されており、簡易的なビームガンとしても機能する。ケストレルの豊富なジェネレーター出力もあって、ビーム・サーベルと全身のビーム・ブレイドを同時に展開させることも可能。
追加装備のマウントラッチ兼エネルギー供給用プラットフォームとしての役割も兼ねており、ビーム・マドゥやメガ・ビーム・ランチャーなどはそこへ接続して使用する。
メガ・ビーム・ランチャー
肘のビーム・ユニットに装着し、本体からエネルギー供給を受ける高出力ビーム砲。メガ・コンデンサーと本体、砲身の3つのユニットで構成され、ユニット構造を利用して消耗の激しい砲身部を短期間で交換することもできる。
フルドライブ時には数秒間の継続掃射が可能だが、使用後は強制冷却が必要。砲口部で15度前後の射軸変更機能を持ち、拡散ビームの切り替え機能と合わせて取り回しの悪さをカバーしているが、長砲身故に重心が安定せず、高機動戦や一撃離脱戦法を得意とするケストレルとは相性が悪い。

## バリエーション

### ガンダム［ケストレル］マニューバー・エクステリア
GUNDAM [KESTREL] MANEUVER EXTERIOR （型式番号：MSW-004 / MSW-004ME）
ラクシャサとの戦闘でレーザーロケットユニットが損傷したため、落ちた機動性を補う目的として、肩部にレーザー発振機とビーム砲兼ビーム・ブレイドを備えたブレイク・バインダーを4基を装着させることにより、損傷前の機動性を維持させた状態。また、バックパックには通常の熱核ロケットエンジンを装備しているが、これはマニューバー・エクステリアに必須の装備というわけではない。ブレイク・バインダーを装備したことで機体の機動力は保たれ、バインダーのAMBAC効果によって運動性も向上しているが、末端重量が増したため、戦闘機動時の安定性は低下してしまっている。
また、ブレイク・バインダーは本来ジオングのような有線式サイコミュ兵装として開発されているが、パイロットがサイコミュを扱えないため、後に有線ミサイルのようにバインダーを射出・誘導できるよう改造された。バインダーの誘導操作はコクピットに後付けされたトラックボールを使用するが、その性質上複数のバインダーを操ることはできず、右腕の操作系と切り替える必要がある。また、ワイヤーが切断された際は回収のために僚機の手を煩わせるなど、運用面で使い勝手が悪く、隠し武器としての域を出ない。

### ガンダム［ケストレル］アーマー・エクステリア
GUNDAM [KESTREL] ARMOR EXTERIOR （型式番号：MSW-004 / MSW-004AE）
ケストレルがロサ・ギガンティアでテストされていたのと同時期にグリンブルスティ2号機の試験データを元にグラナダで開発された増加装甲及び追加武装。追加武装としてバックパックにリニアガン、右腕に二連ビーム・ライフルを装備。バックパックや脚部、左腕部などにミサイルランチャーが増設されている。
アーマー・エクステリアは機動力が高すぎて扱えないのであれば、装備を重くして扱い易くすれば良いという発想の下に開発された装備である。装備することで機動力が低下する（それでも一般的なMSのそれと比べれば十分高い機動力を発揮する）反面、操作性が向上する。ケストレル本来の設計思想とは異なる発想の装備であるため、ドクター・アルヴィースの反対はあったものの、ヴァンが搭乗する以前はアーマー・エクステリアを装備しての実戦配備も検討されていた。
増加装甲部分には耐ビームコーティングが施されている他、冷却装置やプロペラントタンクも増設されており、機体の防御力の向上に加え、行動半径および稼働時間の延長にも貢献している。
アーマー・エクステリアは装備されてすぐにフルアーマー［ケストレル］に装備変更されたため、実戦では使用されていない。

### フルアーマー・ケストレル
FULL ARMOR KESTREL （型式番号：MSW-004ME+AE）
アーマー・エクステリアとマニューバー・エクステリアの両方を装備した最終決戦仕様。グリプスII攻防戦後、ティターンズ・テルアビブ分艦隊による地球主要都市への核攻撃を阻止するべく、戦力不足を補うために投入された。 
アーマー・エクステリアを装備したことで低下した機動力を補うべく、ブレイク・バインダーがそのまま装備されているが、それでも推進力が足りないと判断されたため、バックパックは熱核ロケットエンジンからレーザーロケットユニットへ戻されている。
アーマー・エクステリアの武装からの変更点として右腕にメガ・ビーム・ランチャーを装備し、左腕のミサイルランチャーも連装ビーム・サーベルに変更されている。

## ガンダム［グリンブルスティ］
ガンダム［ケストレル］の前身となるオークランド研究所製の強化人間用MS。
ロスヴァイセ専用に開発が進められていたが、完成前に開発者の一人であるドクター・アルヴィースを始めとした研究所内のエゥーゴシンパによってエゥーゴに譲渡された。
1号機と2号機が存在し、1号機はロサ・ギガンティアでのテスト飛行中の事故をきっかけにケストレルへと改修されたが、2号機はグラナダで新型機開発のテストベッドとして運用され、その結果アーマー・エクステリアなどの装備が開発された。第一次ネオ・ジオン抗争後、テストベッドとしての役目を終えると関連資材とともにサラミス改級デルフォイに配備され、ヨーン・ユルヤナがパイロットを務めた。
ケストレルとは基本構造こそ同一だが、頭部や一部外装のデザインが異なる。背部には姿勢制御用のウイングバインダーが装備されているが、これは機動力が過剰すぎるという理由でケストレルではビーム・サーベルラックに変更されている。
両肩や膝部のブレードアンテナはシャーマン・フレームの感度を上げるためのアンテナであり、これも1号機では改修を行う際に取り外され、ビーム・ブレイドに換装された。全身のビーム・ブレイドはグリンブルスティでは搭載されておらず、腕部にビーム・ガン兼用のビーム・サーベルを内蔵するのみとなっている。
また、ケストレルのコア・ファイターが雛鳥を意味する「コア・スクァード」をペットネームとしていたことに倣い、グリンブルスティのそれも子豚を意味する「コア・ピグレット」と命名されている。ただし、コア部分に関してはカラーリング以外で両機に性能的な違いや外見的な違いは無い。
本来は「ガンダムタイプ」として開発されたものではなかったが、1号機（ケストレル）がガンダムタイプに改修されたことを知るクルーからは、すでにガンダムと呼ばれていた。頭部のV字アンテナもガンダムタイプのものに似ているという理由から、パイロットとなったヨーンもこれをガンダムと呼んでいる。